# John Richardson
Sir John Richardson (5. listopadu 1787 Dumfries – 5. června 1865 Grasmere) byl skotský objevitel, námořní lékař, přírodovědec a ichtyolog.

## Život
Narodil se ve měste Dumfries ve Skotsku. Jeho otcem byl Gabriel Richardson, probošt a soudní úředník, matka se jmenovala Anne Mundellová. Vzdělání získal na Dumfries Grammar School. Později studoval medicínu na Edinburské univerzitě a dále botaniku, geologii nebo řečtinu.
Jakmile absolvoval studium medicíny, přihlásil se do Britského královského námořnictva, odjel do Londýna a zde rovněž vstoupil do Královské společnosti lékařů (anglicky The Royal College of Surgeons of England). Během napoleonských válek vykonával v letech 1806 až 1814 službu na šesti lodích v moři Baltském a Středozemním, dále u břehů Portugalska nebo Afriky.
Později se v letech 1819 až 1822 společně s Johnem Franklinem zúčastnil tzv. Copperminské expedice, která měla za cíl najít severozápadní průjezd přes Severní ledový oceán. V roce 1825 se společně vydali do Kanady s cílem dojít k ústí řeky Mackenzie.
Dne 24. února 1825 byl zvolen členem Královské společnosti. V roce 1846 jej královna Viktorie pasovala na rytíře.
V roce 1848 se dobrovolně přihlásil k pátrací akci po Franklinově expedici. Této pátrací expedice se účastnil spolu se skotským polárníkem Johnem Raem.
Dne 19. února 1855 byl zvolen členem Edinburské královské společnosti (anglicky Royal Society of Edinburgh)

## Dílo
- Icones Piscium (1843)

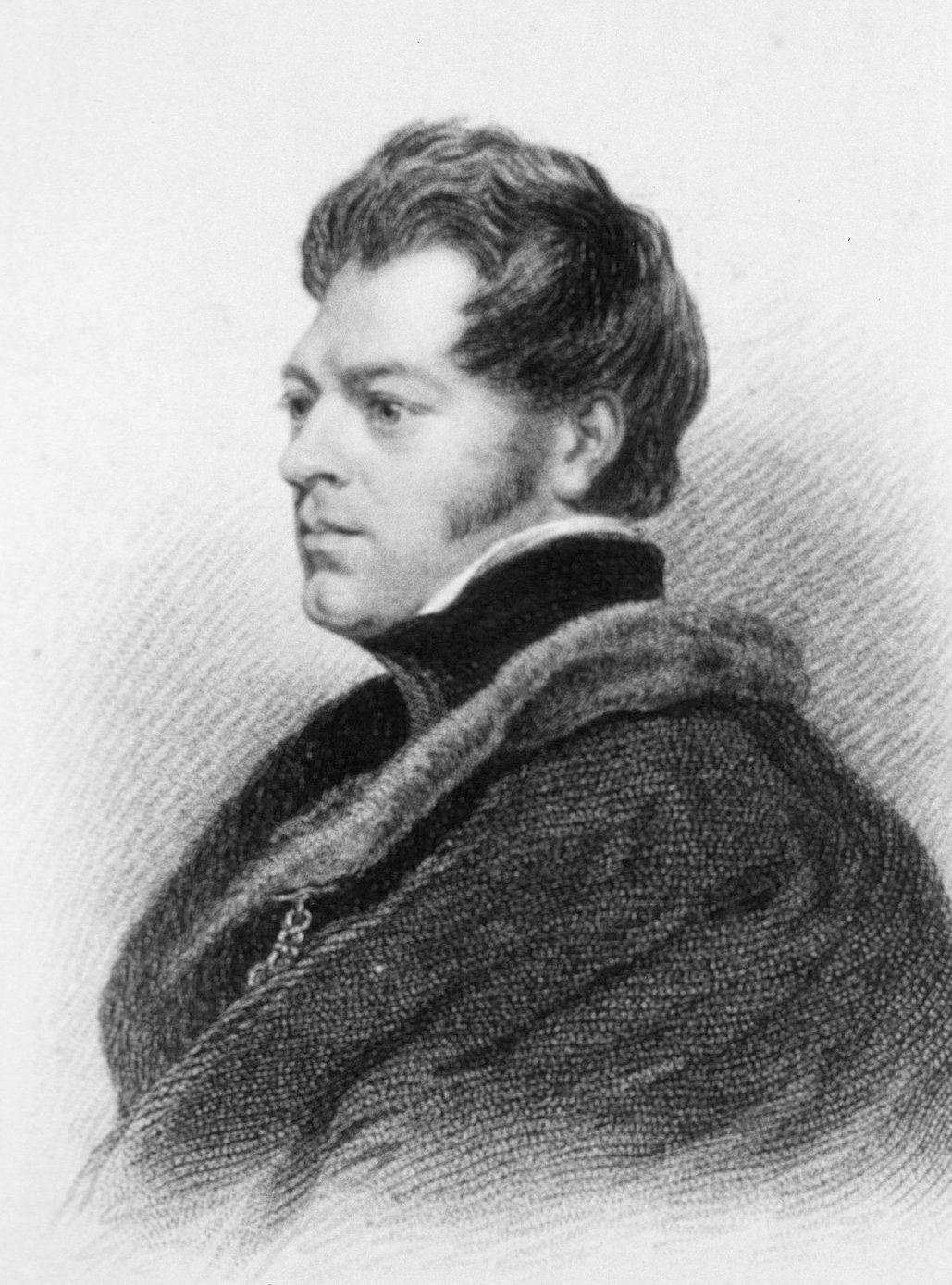
John Richardson na malbě Thomase Phillipse z roku 1828

- An Arctic searching expedition (1851)
- Catalogue of Apodal Fish in the British Museum (1856)
- History of British Fishes (1860)
- The Polar Regions (1861)
- Arctic Ordeal: The Journal of John Richardson editovaný C. Stuartem Houstonem (1984)

## Pojmenování
Jsou po něm pojmenovány některé živočišné druhy, např.:
- Eremiascincus richardsonii
- Hemidactylus richardsonii
- Myron richardsonii
- Sphaerodactylus richardsonii[5]